# Gerardus van Baren
Gerardus van Baren (Papekop, 23 februari 1882 - Delft, 26 februari 1952) was een Nederlands burgemeester en politicus van de ARP.
Van Baren werd in 1920 burgemeester van Delft. In 1941 werd hij door de Duitse bezetter met pensioen gestuurd en opgevolgd door NSB'er Frederik Willem van Vloten. Aan het eind van de Tweede Wereldoorlog keerde Van Baren terug in zijn oude ambt. Hij bleef burgemeester van Delft tot in 1947.
Naast zijn burgemeesterschap was Van Baren van 18 februari 1936 tot en met 7 juni 1937 voor de ARP lid van de Tweede Kamer.